# Haymarket, New South Wales
Haymarket är en stadsdel i Sydney i Australien. Den ligger i kommunen City of Sydney och delstaten New South Wales, i den sydöstra delen av landet, 250 km nordost om huvudstaden Canberra. Haymarket ligger 24 meter över havet och antalet invånare är ca 5400.
Terrängen runt Haymarket är platt. Havet är nära Haymarket åt nordost. Trakten är tätbefolkad. Närmaste större samhälle är Sydney, 1,2 km norr om Haymarket. 